# كلام مختلط

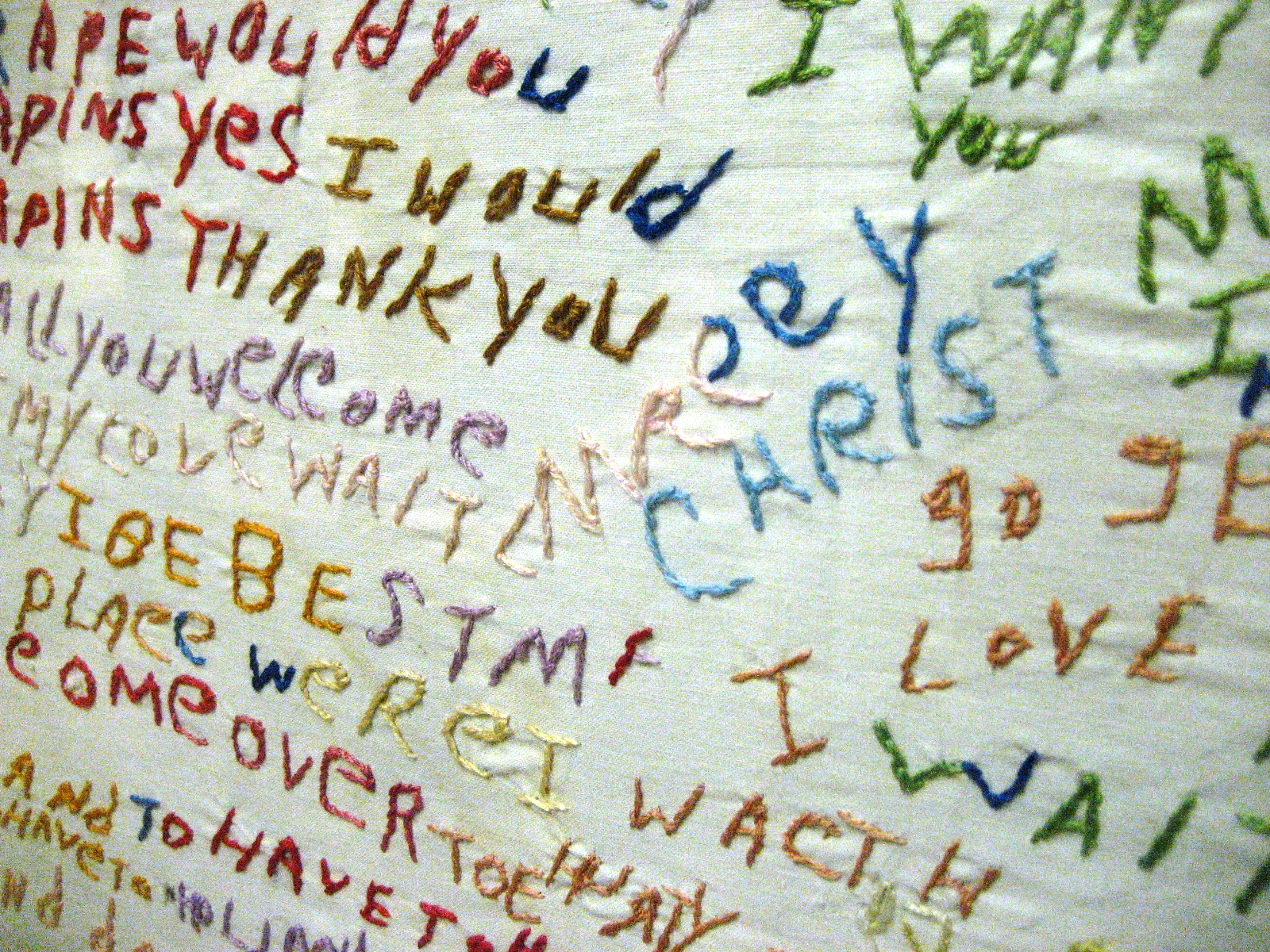
كتب شخص مصاب بالفصام كلمات عشوائية على قطعة من القماش: سلطة الكلام.

الكلام المختلط أو سلطة الكلام (بالإنجليزية: Word salad)‏، ويسمى أيضًا كلام مُخلَّط أو خلط الكلام، هو خليط مشوش أو غير واضح من الكلمات والعبارات العشوائية، وغالبًا ما يُستخدم المصطلح لوصف أعراض اضطراب عصبي أو عقلي، وقد تكون الكلمات صحيحة من الناحية النحوية أو لا، ولكن يتم خلطها إلى حد معين بحيث لا يستطيع المستمع استخراج أي معنى منها. غالباً ما يستخدم المصطلح في الطب النفسي وكذلك في اللسانيات النظرية لوصف نوع من الحكم بالقبول النحوي من قبل الناطقين الأصليين للغة، كما يُستخدم المصطلح في برمجة الكمبيوتر لوصف التوزيع العشوائي للنص.